# Lorentz Creutz

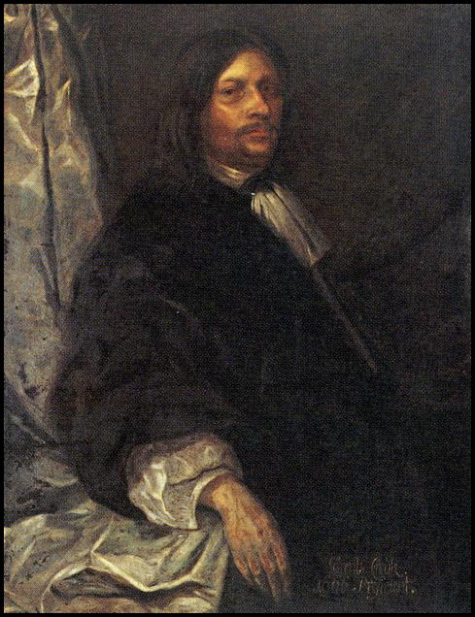
Lorentz Creutz

Lorentz Creutz (Dorpat, 1615 - nabij Öland, 1 juli 1676) was een Zweedse edelman, gouverneur en admiraal van de Zweedse vloot.

## Biografie
Lorentz Creutz werd geboren als zoon van Ernst Creutz, de gouverneur van Norrland. Hij huwde in 1639 met Elsa Duwall. Tien jaar later werd hij beneoemd tot gouverneur van Turku en in 1654 werd hij opgenomen in de adelstand en werd hij verheven tot friherr. Vervolgens diende hij enige jaren als administrateur bij de koninklijke schatkist. In 1675 verkreeg hij een hoge functie binnen de Zweedse admiraliteit en werd hij generaal-admiraal. In die functie vocht hij tegen de Denen tijdens de slag bij Öland waar hij aan boord van zijn schip sneuvelde.